# Rize Atatürk Stadı
Das Rize Atatürk Stadı (deutsch Rize-Atatürk-Stadion) war ein Fußballstadion mit Leichtathletikanlage in der türkischen Stadt Rize, im Nordosten des Landes an der Schwarzmeerküste gelegen. Das 1952 erbaute und recht zentral in der Stadt gelegene Stadion verfügte über Platz für 10.459 Zuschauer auf Sitzplätzen, die alle überdacht waren. Eine Flutlichtanlage ermöglichte auch Abendspiele.
Das Stadion war Teil eines Sportkomplexes, zu dem auch ein kleineres Stadion für den Amateurfußball und eine Sporthalle gehörten. Im Jahr 2007 übernahm ein  lokales Konsortium das Gelände, um dort ein Einkaufszentrum zu errichten und gleichzeitig im Osten der Stadt ein neues Stadion samt weiterer Sportanlagen zu bauen. 2009 wurde dort das Yeni Rize Şehir Stadyumu (heute: Çaykur Didi Stadı) eröffnet. Das Rize Atatürk Stadı wurde zwischen 2013 und 2014 abgerissen.
Hauptnutzer des Rize-Atatürk-Stadions war bis 2009 der Fußballverein Rizespor, der seit 1991 den Sponsorennamen Çaykur Rizespor trägt. Der Verein spielte zunächst unterklassig, war in den 1980er Jahren zeitweilig erstklassig und pendelte seit den 2000er-Jahren meist zwischen der ersten und zweiten Liga. Seit der Eröffnung des Yeni Rize Şehir Stadyumu trägt Rizespor dort seine Heimspiele aus.